# Upnor Castle
Upnor Castle är ett slott i Storbritannien.   Det ligger i kommunen Medway och riksdelen England, i den sydöstra delen av landet, 50 km öster om huvudstaden London. Upnor Castle ligger 10 meter över havet.
Terrängen runt Upnor Castle är platt. En vik av havet är nära Upnor Castle österut. Runt Upnor Castle är det tätbefolkat, med 913 invånare per kvadratkilometer. Närmaste större samhälle är Gillingham, 2,5 km sydost om Upnor Castle. Runt Upnor Castle är det i huvudsak tätbebyggt.